# 泰勒 (密蘇里州佩米斯科特縣)
泰勒（英語：Tyler）是位於美國密蘇里州佩米斯科特縣的非建制地區。

## 歷史
泰勒的郵局於1891年設立，其後於1954年停運。

## 地理
泰勒所處的海拔為高於海平面80米（即262英呎），而該地所採用的時區為UTC-6，即北美中部時區（CST）。同時該地設有夏令時間，為UTC-6調快一小時，即UTC-5（CDT）。